# Рачвелишвили, Христофор Лукич
Христофор Лукич Рачвелишвили (груз. ქრისტეფორე ლუკას ძე რაჭველიშვილი, 1891 или 1894, Схвава, Рача-Лечхуми и Квемо-Сванети — 17 января 1938 или 17 января 1937) — грузинский филолог, историк и политический деятель.

## Биография
Учился в Тифлисе, продолжил обучение в Харьковском университете, но был исключен после ареста за участие в студенческих демонстрациях, а затем выслан.
Член партии социалистов-федералистов Грузии с 1913 года. В 1917 году окончил историко-филологический факультет Императорского Новороссийского университета и вернулся на родину.
Член Национального совета Грузии с 1917 по 1919 годы; 26 мая 1918 года подписал Декларацию независимости Грузии. Принимал участие в специальной делегации, направленной Национальным советом в Абхазию.
Был дружен с Эрекле Каргаретели, Вахтангом Нотетишвили и Бидзиной Гамбашидзе.
После советизации Грузии (1921) был членом правой подпольной организации, противостоящей большевистскому режиму. С ноября 1923 по июнь 1924 года находился под арестом. После освобождения отошёл от политики и занялся научно-публицистической деятельностью. В разное время работал в редакционной коллегии литературного журнала, в Государственной комиссии по языковым стандартам. Под псевдонимом «Рахвели» систематически публиковал статьи в газетах «Справочный лист» и «Связи с общественностью».
Является автором научных работ: «История грузинского феодализма» (Тбилиси, 1927), «Книга грузинской печати» (Тбилиси, 1934), «Илья Чавчавадзе» (Тбилиси, 1937) и других.
Арестован 16 июля 1937 года. 16 января 1938 года осуждён к высшей мере наказания, расстрелян на следующий день
Жена — Нино Харатишвили.
Сын — Баадур, доктор медицинских наук